# Julia Wolff
Julia Wolff (Amsterdam, 23 januari 1971) is een Nederlands agent en voormalig televisieproducente.

## Levensloop

### Jeugd en studie
Wolff werd geboren in Amsterdam en bezocht daar de IVKO-school en het atheneum aan het Montessori Lyceum. Hierna studeerde zij culturele antropologie en filosofie aan de Universiteit van Amsterdam

### Loopbaan
Wolff begon in 1995 als producer en productieleider bij Endemol. In 1998 werkte ze enige jaren bij Teleac en stapte kort daarna over naar de VARA. Hier produceerde ze onder meer de tv-programma's Jules Unlimited, Vara Laat, Kinderen voor Kinderen en De wereld draait door van Matthijs van Nieuwkerk. Sinds 2008 heeft ze in Amsterdam haar eigen uitzendbureau "Julia Wolff Management". Ze werkt hier als agent voor onder andere Sophie Hilbrand, Jort Kelder, Hugo Borst, Brecht van Hulten, Erik van Muiswinkel, Frank Evenblij, Beau van Erven Dorens, Paul Witteman en Vincent de Kort.

## Tv-programma's
- (2003) Vara Laat
- (2005) Vara Live
- (2005) Kinderen voor Kinderen
- (2005) De wereld draait door